# はるな梢
はるな 梢（はるな こずえ、1988年1月13日 - ）は、大阪府出身のグラビアアイドル。ネットアイドル当時の旧名は春菜（はるな）。旧芸名は榛名梢（はるな こずえ）。
自身のウェブサイトでネットアイドル、あむ・はうすでモデルとして活動中。
2012年5月5日に入籍（結婚式は同年4月28日）したことを自身の公式ブログにて同日発表した。

## 出演

### テレビ
- ホンネの殿堂（フジテレビ、2009年12月25日・2010年6月13日）
- 東京カワイイ★TV（NHK、2010年10月2日・20日）
- 走改車楽（テレビ大阪）
- ワールドコレクション（毎日放送）
- 次世代アイドルツクール（SKY PerfecTV!）
- キラカワ☆プリンセスTV（SKY-PerfecTV!）
- アリケン（テレビ東京、2009年12月5日・12月12日・2010年2月27日・3月6日）

### 雑誌・書籍
- LOVE LOGIC 〜蜜と罰〜 著者：清涼院流水（角川書店）
- キャラねっと完全版 愛$探偵ノベル 著者：清涼院流水（角川書店）
- KRefine（八重洲出版）
- GRAPHY（KKベストセラーズ刊）
- アクア（地域密着型月刊マガジン）
- コマーシャルフォト（玄光社）

### CM
- 『1min.脳科学』（2009年10月8日 - 2010年4月4日、トレインチャンネル山手線・京浜東北線・中央線を隔週でOA）

### DVD

#### 個人名義
- ファースト「LESSON はるな梢」（2009年7月25日）
- セカンド「素敵」（2009年12月5日）

#### その他
- オムニバス「男子禁制〜花園女学園の秘められたドラマ〜」（2009年3月25日）
- 舞台収録「500円探偵」（2009年8月17日）

### CD
- 「砂漠で缶コーラ」（2010年9月10日）
- 「自由のメガネ」（2010年11月19日）

### イメージガール
- ラグナロクオンライン
- 東京総合美容専門学校

### 舞台
- 舞台「500円探偵犯人当てたら5万円×6公演」（2009年、Shibuya eggman）
  - 「犯人は俺じゃない」（7月3日）
  - 「離婚式」（7月4日）

### 映画
- 夕暮れ（2010年）

### 新聞
- 夕刊フジ「萌えキュンdiary」（不定期掲載）

### WEB
- どるばこ[リンク切れ] - どるばこ美女 File No.140
- iDOL-TV[リンク切れ] - 等身大ポスター販売 iDOL-TV
- P-1 girl GP 10月第3Rチャンピオン
- スターオークション
- モッテコ書店 - なりたいワタシに磨きをかける 新感覚スキンケア tiakira
- GyaO「勝ち抜き!アイドル天国!!ヌキ天」
- 美人時計 - 美人時計
- 月刊チャージャー「サラリーマンのための水着ヨガ教室」-7代目モデル

### 公式携帯サイト
- 山岸伸写真館 - 山岸伸写真館
- 萌キュン☆メイド娘 - 萌キュン☆メイド娘
- グラなび[リンク切れ] - グラなび
- アイドルがイッパイ[リンク切れ] - アイドルがイッパイ
- 制服★美少女学院[リンク切れ] - 制服★美少女学院
- 艶☆もぎたて出版[リンク切れ] - 艶☆もぎたて出版
- MOVIE FULL
- タレント・エンタメ王国
- コスプレアイドル楽園
- 激カワ☆アイドル図鑑

### イベント
- 大阪オートメッセ2006
- ラグナロクオンラインイメージガール「ラグナロ娘」として2007.4の「RJC2007」イベントに参加